# Селіштень (Молдова)
Селіштень (рум. Selișteni) — село у Ніспоренському районі Молдови. Входить до складу комуни, адміністративним центром якої є село Валя-Трестієнь.

## Населення
За даними перепису населення 2004 року у селі проживала 101 особа.
Національний склад населення села:
| Національність | Кількість осіб | Відсоток |
| -------------- | -------------- | -------- |
| молдавани      | 99             | 98,0%    |
| українці       | 2              | 2,0%     |
| Всього         | 101            | 100%     |